# Bezirk Deutschbrod
Der Bezirk Deutschbrod (tschechisch Okresní hejtmanství v Německé Brodě) war ein Politischer Bezirk im Königreich Böhmen. Der Bezirk umfasste Gebiete im Übergangsbereich von Mittelböhmen zu Südböhmen im heutigen Kraj Vysočina (Okres Jihlava, Havlíčkův Brod bzw. Okres Žďár nad Sázavou). Sitz der Bezirkshauptmannschaft war die Stadt Deutschbrod (Německý Brod). Das Gebiet gehörte seit 1918 zur neu gegründeten Tschechoslowakei und ist seit 1993 Teil Tschechiens.

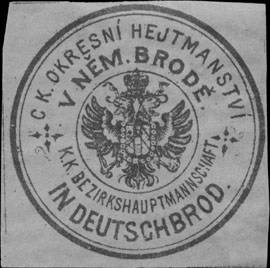
Siegelmarke Okresní hejtmanství v Německé Brodě / Bezirkshauptmannschaft in Deutschbrod

## Geschichte
Die modernen, politischen Bezirke der Habsburgermonarchie wurden 1868 im Zuge der Trennung der politischen von der judikativen Verwaltung geschaffen.
Der Bezirk Deutschbrod wurde 1868 aus den Gerichtsbezirken Humpoletz (tschechisch soudní okres Humpolec) und Deutschbrod (Německý Brod) gebildet.
Per 1. Oktober 1884 wurden die Gerichtsbezirke Stecken (Štoky) und Polna (Polná) im Zuge der Errichtung des Bezirks Königliche Weinberge aus dem nun aufgelösten Bezirk Polna ausgeschieden und dem Bezirk Deutschbrod zugeordnet.
Per 1. Juli 1910 wurde der Gerichtsbezirk Humpoletz aus dem Bezirk Deutschbrod ausgeschieden und zu einem eigenen Bezirk, dem Bezirk Humpoletz erhoben.
Im Bezirk Deutschbrod lebten 1869 51.953 Personen, wobei der Bezirk ein Gebiet von 10,4 Quadratmeilen und 77 Gemeinden umfasste.
1900 beherbergte der Bezirk 75.690 Menschen, die auf einer Fläche von 902,05 km² bzw. in 125 Gemeinde lebten.
Der Bezirk Deutschbrod umfasste 1910 eine Fläche von 589,82 km² und beherbergte eine Bevölkerung von 50.395 Personen. Von den Einwohnern hatten 1910 38.809 Tschechisch und 11.506 Deutsch als Umgangssprache angegeben. Weiters lebten im Bezirk rund 80 Anderssprachige oder Staatsfremde. Zum Bezirk gehörten drei Gerichtsbezirke mit insgesamt 83 Gemeinden bzw. 105 Katastralgemeinden.